# نات فريدمان
ناثانيال دوريف فريدمان (بالإنجليزية: Nat Friedman)‏ (مواليد 6 أغسطس 1977) هو مسؤول تنفيذي في مجال التكنولوجيا الأمريكية.

## الحياة والوظيفة
في عام 1996 عندما كان فريدمان في معهد ماساتشوستس للتكنولوجيا، أصبح صديقًا لميغيل دي إيكازا. كمتدرب في مايكروسوفت فريدمان عمل على خوادم معلومات الإنترنت تعرف بـIIS . درس في معهد ماساتشوستس علوم الكمبيوتر والرياضيات وتخرج مع بكالوريوس العلوم في عام 1999.
شارك فريدمان في تأسيس اكسماين ثم هيلكس كود مع دي إيكازا لتطوير التطبيقات والبنية التحتية لـ جنوم، وقد بدأ مشروع دي إيكازا بهدف إنتاج بيئة سطح مكتب حرة. تم شراء الشركة لاحقا من قبل نوفيل في عام 2003.
بعد شراءها من نوفيل، شغل فريدمان منصب رئيس قسم التكنولوجيا والإستراتيجية في المصادر المفتوحة حتى يناير 2010. هناك أطلق مشروع هولا الذي بدأ بإصدار مكونات نوفيل نيتميل. خلال فترة عمله، بدأت شركة نوفل في محاولة لترحيل 6000 موظف من مايكروسوفت ويندوز إلى سوسي لينكس ومن مايكروسوفت أوفس إلى اوبن اوفس.أورج.
خلال إجازته، أنشأ فريدمان واستضاف بودكاست يدعى «هاكر ميدلي».
في مايو 2011، أسس فريدمان ودي إيكازا معًا شركة زامارين، وأصبح فريدمان الرئيس التنفيذي.
تم إنشاء الشركة لتقديم الدعم التجاري لمونو، وهو المشروع الذي بدأه دي إيكازا في اكسماين لتوفير تنفيذ برامج مجاني لشركة مايكروسوفت.
في زامارين، ركزوا على الاستمرار في تطوير مونو ومونوديفلب وتسويق زامارين سي دي كيه عبر المنصات للمطورين الذين يستهدفون أجهزة الكمبيوتر المحمول ووحدات تحكم ألعاب الفيديو.
في عام 2016، أصبح فريدمان موظفًا لدى مايكروسوفت عند استحواذها على زامارين. هناك ارتفع إلى منصب نائب رئيس الشركة، في قسم خدمات المطور.
ومع إعلان يونيو 2018 عن الاستحواذ على شركة غيت هاب من «مايكروسوفت» بقيمة 7.5 مليار دولار، أعلنت الشركتين في وقت واحد أن فريدمان سيصبح الرئيس التنفيذي الجديد لـ غيت هاب.